# Hans Heyer
Pour les articles homonymes, voir Heyer.
Hans Heyer (né le 16 mars 1943 à Mönchengladbach, Allemagne) est un ancien pilote automobile allemand. 

## Biographie

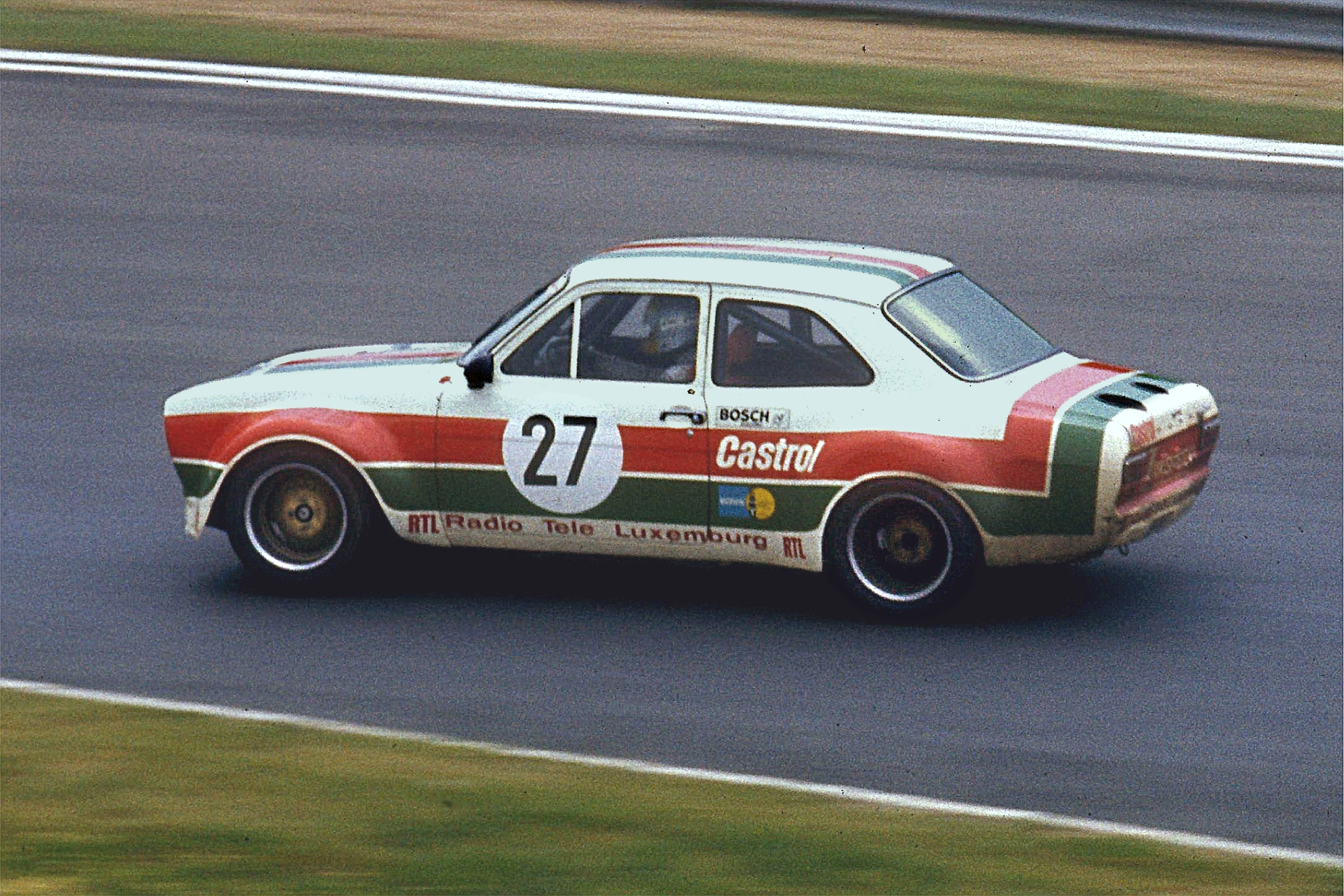
Hans Heyer sur Ford Escort en 1974.

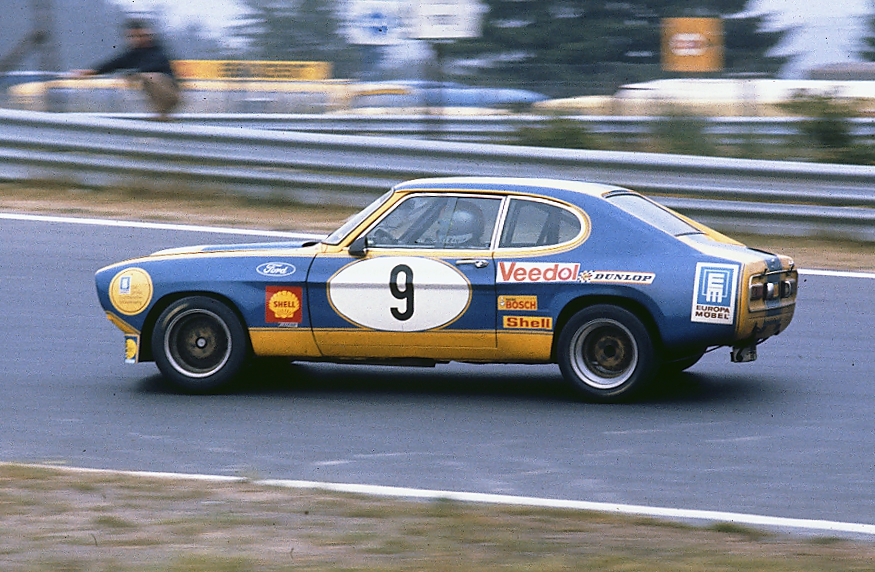
Hans Heyer sur Ford Capri en 1973.

Il débute par le karting, discipline où il remporte quatre titres nationaux dans la principale catégorie KF1, entre 1968 et 1971.
Hans Heyer a réalisé une carrière dans les courses d'endurance et de voitures de tourisme. Il a été sacré vainqueur du championnat d'Europe de tourisme en 1974, vainqueur du championnat DRM (Deutsche Rennsport Meisterschaft) en 1975, 1976 et 1980, victorieux dans des épreuves telles que les 12 heures de Sebring 1984 et les 24 heures de Spa-Francorchamps à trois reprises. Il a piloté jusqu'en 1999.
Mais Heyer doit également sa notoriété aux circonstances de son unique participation à un Grand Prix de Formule 1. Appelé par l'écurie allemande ATS pour participer au GP d'Allemagne 1977, il ne parvient pas à se qualifier mais obtient tout de même le statut de réserviste afin de pallier un éventuel forfait de dernière minute. Lorsque le tour de formation s'achève, Heyer, qui patiente dans la ligne des stands, doit se rendre à l'évidence : aucun concurrent n'a déclaré forfait et la course aura donc lieu sans lui. Mais l'Allemand ne résiste pas à la tentation de participer à son Grand Prix national et profitant de la confusion du départ, il prend quand même la piste en toute illégalité. La participation « pirate » de Heyer prendra fin au bout d'une dizaine de tours par la faute d'une boîte de vitesses cassée, et il sera disqualifié,.

## Résultats en championnat du monde de Formule 1
| Saison | Écurie          | Châssis    | Moteur      | Pneus    | GP disputé                                     | Points inscrits | Classement                              |
| ------ | --------------- | ---------- | ----------- | -------- | ---------------------------------------------- | --------------- | --------------------------------------- |
| 1977   | ATS Racing Team | Penske PC4 | Cosworth V8 | Goodyear | Allemagne (prend le départ sans être qualifié) | 0               | disqualifié pour participation illégale |

## Résultats aux 24 Heures du Mans
| Année | Voiture                 | Équipe              | Équipiers                                                        | Résultat |
| ----- | ----------------------- | ------------------- | ---------------------------------------------------------------- | -------- |
| 1972  | BMW 2800CS              | Team Schnitzer      | René Herzog                                                      | Abandon  |
| 1973  | Ford Capri RS           | Ford Motorwerke     | John Fitzpatrick / Dieter Glemser                                | Abandon  |
| 1974  | Porsche 911 Carrera RSR | Kremer Racing       | Paul Keller (pl) / Erwin Kremer (de)                             | Abandon  |
| 1976  | Porsche 935             | Kremer Racing       | Juan-Carlos Bolanos (en) / Eduardo Lopez Negrete / Billy Sprowls | Abandon  |
| 1977  | Porsche 935             | Gelo Racing         | Toine Hezemans / Tim Schenken                                    | Abandon  |
| 1979  | Porsche 935             | Gelo Racing         | Manfred Schurti                                                  | Abandon  |
| 1980  | Lancia Beta Monte Carlo | Scuderia Lancia     | Bernard Darniche / Teo Fabi                                      | Abandon  |
| 1981  | Lancia Beta Monte Carlo | Martini Racing      | Piercarlo Ghinzani / Riccardo Patrese                            | Abandon  |
| 1982  | Lancia LC1              | Martini Racing      | Piercarlo Ghinzani / Riccardo Patrese                            | Abandon  |
| 1983  | Lancia LC2-Ferrari      | Martini Lancia      | Michele Alboreto / Piercarlo Ghinzani                            | Abandon  |
| 1984  | Lancia LC2-Ferrari      | Martini Lancia      | Mauro Baldi / Paolo Barilla                                      | Abandon  |
| 1986  | Jaguar XJR-6            | Silk Cut Jaguar/TWR | Hurley Haywood / Brian Redman                                    | Abandon  |